# Berndorf (Groitzsch)
Berndorf ist ein Ortsteil der sächsischen Stadt Groitzsch im Landkreis Leipzig. Am 1. Januar 1994 wurde eine Verwaltungsgemeinschaft aus den vier Gemeinden Auligk, Audigast, Berndorf und Großstolpen gebildet. Am 1. Januar 1996 wurde die Gemeinde Berndorf mit ihren sechs Ortsteilen wie die drei anderen Gemeinden der Verwaltungsgemeinschaft nach Groitzsch eingemeindet.

## Geografie
Berndorf liegt in der Leipziger Tieflandsbucht acht Kilometer südöstlich von Groitzsch. Direkt im Süden befindet sich die Landesgrenze zu Thüringen (Altenburger Land). Der Ort liegt westlich der Schnauder. Im Westen befindet sich der Groitzscher See, der im stillgelegten Südteil des Tagebaus Groitzscher Dreieck entstand. Im nördlichen Teil soll die Braunkohleförderung als Teil des Tagebaus Vereinigtes Schleenhain ab 2030 wieder aufgenommen werden. Östlich der Nachbarorte Kleinhermsdorf und Nehmitz war der Tagebau Schleenhain aktiv, wodurch die drei Orte auf einem schmalen Streifen zwischen diesen beiden ehemaligen Tagebauen liegen. Nachbarorte von Berndorf sind die ebenfalls zum sächsischen Groitzsch gehörigen Ortsteile Hohendorf im Norden, Kleinhermsdorf und Nehmitz im Osten und die thüringische Stadt Lucka im Süden.

## Geschichte
Berndorf wurde bereits im Jahr 1416 unter diesem Namen erwähnt. Der Ort feiert somit im Jahr 2016 sein 600-jähriges Bestehen. Berndorf lag bis 1856 im kursächsischen bzw. königlich-sächsischen Amt Borna. Aufgrund der Lage an der Grenze zur Stadt Lucka im Herzogtum Sachsen-Altenburg befand sich in Berndorf ein Zollhaus. Ab 1856 gehörte Berndorf zum Gerichtsamt Borna und ab 1875 zur Amtshauptmannschaft Borna.
Am 1. April 1935 erfolgte die Eingemeindung der östlichen Nachbarorte Kleinhermsdorf und Nehmitz. 1952 kam die Gemeinde Berndorf mit ihren zwei Ortsteilen zum Kreis Borna im Bezirk Leipzig. Das südwestlich von Berndorf gelegene Hemmendorf wurde am 1. Januar 1957 nach Berndorf eingemeindet.
Der 1949 aufgeschlossene Tagebau Schleenhain (1949–1994) baggerte um 1960/61 den östlichen Bereich der Ortsteile Kleinhermsdorf und Nehmitz ab. Dabei mussten insgesamt 70 Einwohner umgesiedelt werden. Im Gegensatz zum nordöstlich gelegenen Nachbarort Schleenhain, der dem Tagebau dem Namen gab, wurden die beiden Orte nicht vollständig abgebaggert. Westlich von Berndorf wurde 1974/75 der Tagebau Groitzscher Dreieck (1974–1994) aufgeschlossen. 1976 wurden durch ihn die westlichen Teile von Berndorf devastiert. Berndorf und seine Ortsteile lagen seitdem im schmalen Streifen der Schnauderaue, der zwischen den beiden Tagebauen von der Abbaggerung verschont blieb.
Die Eingemeindung von Hohendorf und seinen Ortsteilen Langenhain, Oellschütz und der Flur von Schleenhain nach Berndorf erfolgte am 1. Januar 1974. Die Gemeinde Berndorf wurde im Jahr 1990 dem sächsischen Landkreis Borna und 1994 dem Landkreis Leipziger Land zugeordnet. 1994 ging Berndorf eine Verwaltungsgemeinschaft mit den Nachbargemeinden Auligk, Audigast und Großstolpen ein. Durch die am 1. Januar 1996 erfolgte Eingemeindung von Berndorf nach Groitzsch wurde die Verwaltungsgemeinschaft aufgelöst und Berndorf wurde ein Ortsteil der Stadt Groitzsch.

### Eingemeindungen
| Ehemalige Gemeinde | Datum          | Anmerkung                                                                              |
| ------------------ | -------------- | -------------------------------------------------------------------------------------- |
| Berndorf           | 1. Januar 1996 | Eingemeindung nach Groitzsch                                                           |
| Hemmendorf         | 1. Januar 1957 | Eingemeindung nach Berndorf                                                            |
| Hohendorf          | 1. Januar 1974 | Eingemeindung nach Berndorf                                                            |
| Kleinhermsdorf     | 1. April 1935  | Eingemeindung nach Berndorf                                                            |
| Langenhain         | 1. Januar 1948 | Eingemeindung nach Hohendorf                                                           |
| Nehmitz            | 1. April 1935  | Eingemeindung nach Berndorf                                                            |
| Oellschütz         | 1. Januar 1948 | Eingemeindung nach Hohendorf                                                           |
| Schleenhain        | 1965           | Eingemeindung nach Hohendorf, 1964–1965 durch Braunkohlentagebau Schleenhain beseitigt |

## Sehenswürdigkeiten
Kursächsische Postmeilensäule
In Berndorf befindet sich ein Kursächsischer Viertelmeilenstein aus dem Jahr 1722.
Wassermühle Berndorf
Die Wassermühle in der Schnauderaue wurde erstmals im Jahr 1534 erwähnt. Sie wurde bis 1992 von einem Müller betrieben. Während die alte Mühlentechnik noch zu sehen ist, existiert das einst unterläufige Wasserrad nicht mehr. Aufgrund der Lage im „Naturschutzgebiet Schnauderaue“ sind am Standort der Mühle seltene Vogelarten wie z. B. Eisvogel, Buntspecht, Schwarzspecht und Gebirgsstelze zu beobachten. Weiterhin ist bei der Mühle eine seltene Tanzlinde zu sehen.

## Verkehr
Berndorf ist mit der Kreisstraße 7951 mit den Städten Groitzsch und der bereits in Thüringen liegenden Stadt Lucka verbunden. Diese Kreisstraße bildet einen Straßenkorridor in Nord-Süd-Richtung in der Schnauderaue zwischen den ehemaligen Tagebauen Schleenhain und Groitzscher Dreieck. Im Norden mündet sie bei Großstolpen in die Bundesstraße 176 ein, welche wiederum ein Ost-West-Korridor durch den Tagebau Vereinigtes Schleenhain ist.